# Jórgosz Borovílosz
Jórgosz Borovílosz (görögül: Γιώργος Μποροβήλος; 1960. október 5. –) görög nemzetközi labdarúgó-játékvezető.

## Pályafutása

### Nemzetközi játékvezetés
A Görög labdarúgó-szövetség Játékvezető Bizottsága (JB) terjesztette fel nemzetközi játékvezetőnek, a Nemzetközi Labdarúgó-szövetség (FIFA) 1999-től tartotta nyilván bírói keretében. Több nemzetek közötti válogatott és klubmérkőzést vezetett. A görög nemzetközi játékvezetők rangsorában, a világbajnokság-Európa-bajnokság sorrendjében többedmagával a 16. helyet foglalja el  találkozó szolgálatával. Az aktív nemzetközi játékvezetéstől 2003-ban  búcsúzott. Válogatott mérkőzéseinek száma: 4.

#### Európa-bajnokság
Az európai-labdarúgó torna döntőjéhez vezető úton Portugáliába a XII., a 2004-es labdarúgó-Európa-bajnokságra az UEFA JB játékvezetőként foglalkoztatta.
| Időpont     | Helyszín                    | Mérkőzés típusa           | Mérkőzés        | Eredmény | Nézők száma |
| ----------- | --------------------------- | ------------------------- | --------------- | -------- | ----------- |
| 2002-09-07. | Bežigrad Stadion, Ljubljana | előselejtező (1. csoport) | Szlovénia–Málta | 3 : 0    | 7 000       |

#### Nemzetközi kupamérkőzések

##### UEFA-bajnokok ligája
| Időpont            | Helyszín                           | Mérkőzés típusa | Mérkőzés                      | Eredmény |
| ------------------ | ---------------------------------- | --------------- | ----------------------------- | -------- |
| 2001. augusztus 9. | Oláh Gábor utcai stadion, Debrecen | selejtező kör   | Debreceni VSC–FC Nistru Otaci | 3 : 0    |